# Lista kommun
Lista kommun (norska: Lista kommune) var en kommun i Vest-Agder fylke i södra Norge. Kommunen omfattade den västra delen av nuvarande Farsunds kommun. Tätorten Vanse utgjorde kommunens centralort.

## Administrativ historik
Vanse kommun upprättades den 1 januari 1838 (som Vandsøe formannskapsdistrikt) när Formannskapslovene från 1837 trädde i kraft.
Den 1 januari 1903 överfördes ett bebott område (med 99 invånare) från Vanse kommun till Farsunds kommun.
1911 bytte kommunen namn från Vanse kommun till Lista kommun.
1948 överfördes ett annat bebott område (med 64 invånare) från Lista kommun till Farsunds kommun.
Den 1 januari 1965 gick Lista kommun, tillsammans med kommunerna Herad och Spind, upp i Farsunds kommun. Kommunens hade då 4 544 invånare.